# Klausenpass
Klausenpass är ett bergspass i Schweiz. Det ligger i kantonen Uri, i den centrala delen av landet, 110 km öster om huvudstaden Bern. Klausenpass ligger 1 948 meter över havet. Vägen mot Klausenpass lutar maximal 10 %.
Trakten runt Klausenpass består i huvudsak av gräsmarker och kala bergstoppar.